# 重齿秋海棠
重齿秋海棠（学名：Begonia josephi）是秋海棠科秋海棠属的植物。分布于锡金、不丹、尼泊尔、印度以及中国大陆的西藏等地，生长于海拔2,600米至2,800米的地区，多生在针阔叶混交林中及林缘湿地岩石上，目前已由人工引种栽培。

## 别名
盾叶秋海棠（西藏植物志）